# Dolsk, Liubeșiv
Dolsk (în ucraineană Дольськ) este localitatea de reședință a comunei Dolsk din raionul Liubeșiv, regiunea Volînia, Ucraina.

## Demografie
Componența lingvistică a localității Dolsk
     Ucraineană (99,75%)
     Alte limbi (0,25%)
Conform recensământului din 2001, majoritatea populației localității Dolsk era vorbitoare de ucraineană (99,75%), existând în minoritate și vorbitori de alte limbi.